# Jan (II) Six

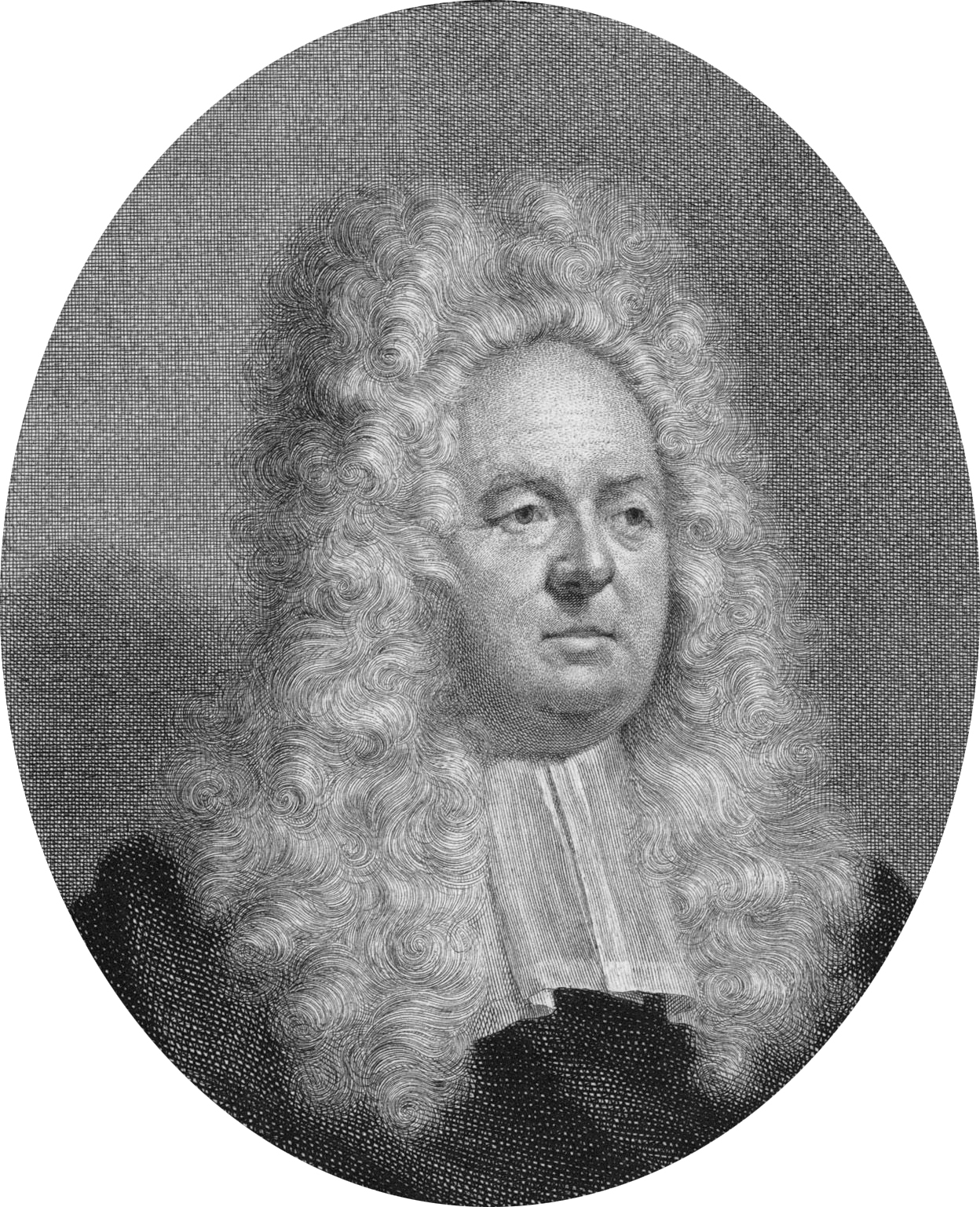
Jan (II) Six

Jan (II) Six , auch Jan Six van Hillegom (* 8. Februar 1668 in Amsterdam; † 8. Januar 1750), Heer von Vromade und Wimmenum sowie Ambachtsherr von Hillegom, war ein langjähriger staatsgesinnter Amsterdamer Regent zeitens der Zweiten statthalterlosen Periode.

## Biografie
Der Abkömmling der Familie Six wurde als Sohn des Jan Six und der Margaretha Tulp geboren. Sein Schwager war Lieve Geelvinck, sein Großvater war Nicolaes Tulp. Six war dreimal verheiratet: zuerst mit Agatha Decquet, dann mit Maria Calkoen und hernach mit Anna Elisabeth van den Bempden.
Im Jahre 1701 gelangte Six als Vroedschap in die Stadtregierung. Weitere Ämter waren die eines Schepen und eines städtischen Kommissars. Im Jahre 1719 erfolgte seine erstmalige Ernennung zum regierenden Bürgermeister. Zwischen den Jahren 1722 und 1748 folgten noch weitere 15 Amtsjahre als dieser. Six war in dieser Zeit einer der führenden staatsgesinnten Regenten Hollands gewesen. Während seiner Amtszeit als Bürgermeister konnte er seinen Neffen Pieter Six durch geschicktes Taktieren gleichfalls zum Amsterdamer Bürgermeister erheben. Nach dem Ende der Zweiten statthalterlosen Periode im Jahre 1748 wurde Six durch den neuen Erbstatthalter Wilhelm IV. von Oranien aus der Regierung entfernt.